# Vanzel Ferenc
Vanzel Ferenc (szlovákul: František Vanzel, ukránul: Федір Федірович Ванзел, Fegyir Fegyirovics Vanzel, oroszul: Фёдор Фёдорович Ванзел, Fjodor Fjodorovics Vanzel) (Munkács, Beregi zsupa, Csehszlovákia, 1930. október 20. – 1992) magyar származású ukrán és szovjet labdarúgócsatár és labdarúgóedző. 1948-ban a csapatával eljutott az ukrán labdarúgókupa döntőjéig, 1955 és 1956-ban bronzérmes lett a szovjet bajnokságban úgy, hogy 1955-ben megnyerte a szovjet kupát is. Szovjet sportmester. 2016-ban Munkácson utcát neveztek el róla.

## Pályafutása

### Játékosként
A pályafutását különböző munkácsi gyermekcsapatokban kezdte, de 1948-ban őt már meghívták Kárpátalja válogatott-csapatába, amely akkor megnyerte az ukrajnai ifjúsági labdarúgó-bajnokságot. Még az év őszén őt behívták a Szovjet Hadseregbe. A sorkatonai szolgálatát előbb a SZKA Tbiliszi labdarúgócsapatában teljesítette, majd rövidesen őt átvezényelték az előző évben az ukrán bajnokságot megnyerő Bolsevik Mukacsevo-ba. (Ez a csapat Szabó Károly érdemes labdarúgóedző irányítása mellett 1948-ban a szovjet másodosztályú bajnokság ukrán zónájában negyedik lett és eljutott az ukrán kupasorozat döntőjéig, amelyre Kijevben került sor 1948. október 26-án a Dinamo Stadionban, és amelyben az akkori ellenfél - az első osztályú Dinamo Kijev - győzött 4:1-re. A Dinamoban akkor már két kárpátaljai játékos - Láver György és Fábián János - is szerepelt, akik az év folyamán már átigazoltak az Ungvári Szpartakból a fővárosi elitklubhoz. Az említett kupadöntőt követően, 1948 novemberében azonban - a labdarúgás történetében egyedülálló módon - az ungvári csapat további hét oszlopos tagja is átigazolt a kijevi sztárcsapatba, nevezetesen: Tóth Dezső, Mihalina Mihály, Komán Mihály, Juszt Ernő, Gazsó László, Szengetovszkij Zoltán és ifj. Györffy Zoltán. Ehhez, a magyar és csehszlovák labdarúgóiskolán felnövő, fiatal kárpátaljai tehetségekből álló csoporthoz később csatlakoztak Vanzel akkori csapattársai - Godnicsák László és Popovics Tibor - is. A Kijevi Dinamo utánpótlás kerete az ő részvételükkel már 1949-ben kis-aranyérmeket szerzett az első ízben kiírt, a a szovjet tartalékcsapatok közötti országos bajnokságban. Abban a csapatban akkor már tíz fiatal kárpátaljai tehetség játszott, akik több éven keresztül elismert tagjai voltak a kijevi nagy-csapatnak, és kiemelkedő eredményeket értek el országos és nemzetközi szinten.) 1949-ben Vanzel Ferencet meghívták a szovjet bajnokság elitcsapatai között szereplő Sahtyor Sztalino együttesébe, amelyben két szezont töltött. Utána egy kis időre visszatért Kárpátaljára az Ungvári Szpartakhoz, de onnan rövidesen átigazolt a szintén elsőosztályú Dinamo Minszkhez. Másfél év múlva visszatért a Szpartak Uzsgorodhoz, amellyel ukrán bajnok lett és eljutott az ukrán kupa elődöntőjéig (1953). A labdarúgó-karrierje legszebb éveit azonban Moszkvában töltötte, amikor is 1954-től kezdődően eredményesen képviselte a CDSZA Moszkva klub színeit, és jelentősen hozzájárult Szovjetunió egyik legjobb labdarúgócsapata kimagasló teljesítményeinek az eléréséhez (két bajnoki bronzérem, kupagyőzelem). A Szovjet labdarúgó-bajnokságban összesen 67 hivatalos mérkőzésen vett részt és 9 gólt szerzett az első osztályú csapatok játékosaként. A fővárosban töltött három év után a SZKA Lvov másodosztályú ukrán labdarúgóklubhoz szerződött, majd véglegesen visszatért Kárpátaljára, ahol az aktív labdarúgást befejezte.

### Edzőként
Visszatérése után több munkácsi csapat játékos- és pályaedzője volt, majd 1968-ban a Karpati Mukacsevo vezetőedzője lett. Ez a csapat az ó irányításával már a következő évben bejutott a szovjet másodosztályú bajnokság ukrán zónájának döntőjébe, amelyben a megtisztelő negyedik helyet foglalta el.

## Sikerei, díjai
Ukrajna
- Ukrán bajnokság
  - bajnok: 1953
- Szovjet másodosztályú bajnokság ukrán zónája
  - 4. hely: 1948
- Ukrán kupa
  - döntős: 1948
  - elődöntős: 1953

Szovjetunió
- Szovjet bajnokság
  - 3. hely: 1955, 1956
- Szovjet kupa
  - kupagyőztes: 1955
  - nyolcaddöntős: 1950
- ’’Szovjet sportmester’’ kitüntető cím

## Ajánlott irodalom
- Fedák László. Kárpátalja a sporteredmények tükrében (53. és 138. oldal). Ungvár: Karpati (1994) (ukránul)
- Krajnyanica Péter. A kárpátaljai labdarúgás története (93., 95., 146. és 175. oldal). Ungvár: Karpati (2004) (ukránul)
- Mihalina László. Otthon minden kő megsegít... (98. oldal). Vác: Kucsák Könyvkötészet és Nyomda (2011)